# Columbus (Montana)
Pour les articles homonymes, voir Columbus.
La ville américaine de Columbus est le siège du comté de Stillwater, dans l’État du Montana. Lors du recensement de 2000, sa population a été estimée à 1 748 habitants.

## Histoire
À ses débuts, Columbus était un arrêt pour la diligence de la Yellowstone Trail.